# Zeilenlupe

Schaltungsdiagramm

Zeilenlupe bei der Fokussierung:
oben: gut fokussiert
mitte: schlecht fokussiert
unten: unfokussiert

Zeilenlupe im Einsatz bei der Verpackungskontrolle
Links: Bild der Kamera
Rechts: Darstellung auf dem Oszilloskop
Rote Markierungen:
waagerecht: Ausgewertete Zeile
senkrecht: Zeitpunkte zur Bildpunkterfassung

Eine Zeilenlupe oder Zeilenpinzette ist ein elektronisches Diagnosegerät zur gezielten Auswertung von analogen Videosignalen alten Standards und wird zwischen die Videosignalquelle und den Triggereingang eines Oszilloskops geschaltet mit dem Zweck, eine bestimmte Zeile des Bildsignales auf das Oszilloskop oder ein anderes Auswertungsgerät zu projizieren.

## Eigenschaften
Zeilenlupen sind als Baugruppe in anderen Geräten in angepasster Form eingebaut oder als eigenständiges Gerät für Werkstatt- und Laborzwecke gebaut. Sie bestehen aus analogen und digitalen Schaltkreisen, benötigen eine Gleichspannungsversorgung oder haben ein eingebautes Netzteil. Als Anschlüsse haben sie einen Videosignal-Eingang, ggf. auch einen Ausgang – zur Vermeidung von Reflexionen und der damit verbundenen Beeinträchtigung des Bildsignals –, und einen Ausgang für das Triggersignal. Zudem ist eine Einstellmöglichkeit oder ein Eingang für die gewünschte(n) Zeilennummer(n) vorhanden, optional für verschiedene Videosignalarten und -formate, Auswahl- und Anpassungsmöglichkeiten oder Automatiken zur Anpassung auf das jeweilige Signalformat in Bezug auf Zeilenzahl und Unterscheidung von Doppelhalbbildern und Vollbildern. Wird die Auswertung von anderen Bildformaten mit nicht integrierter oder bereits separater Synchronisation vorgesehen, können Eingänge für H- und V-Sync vorhanden sein. Werden sie benutzt, benötigt die Zeilenlupe das Bildsignal nicht.

## Aufbau und Funktion
Als Eingang wird ein durchgeschleiftes Videosignal oder ein für Video üblich mit 75 Ω abgeschlossener Eingang benutzt. Von diesem wird das Videosignal verstärkt und auf die Detektoren für H- und V-Sync gegeben. Der Detektor für H-Sync erkennt die horizontale Synchronisation des Bildsignals. Dies ist die Zeilensynchronisation und stellt sicher, dass die Zeilen des Bildes exakt übereinander projiziert werden. Der Detektor für V-Sync erkennt die vertikale Synchronisation und markiert damit den jeweiligen Bildanfang. Diese beiden digitalen Signale werden auf einen Synchronzähler geschaltet: Die V-Sync auf den Nullsteller (Reset) und die H-Sync auf den Zählereingang (Count). Dies bewirkt, dass der Zähler mit jedem Bildanfang auf null gestellt wird und die Zeilen des Bildes an ihrem vorausgeführten Synchronisationsimpuls gezählt werden. Gebräuchliche Videosignale werden in Halbbildern übermittelt. Im ersten Halbbild sind die ungeraden Bildzeilen und im zweiten die geraden (→interlaced). Der Unterschied für die Zeilenlupe besteht in einer Umstellung des V-Sync-Detektors, indem er das zweite Halbbild erkennt oder ignoriert. Im einen Fall werden die beiden nebeneinander liegenden Zeilen der Halbbilder ausgewertet, im anderen Fall zählt der Zähler weiter und unterscheidet somit die Halbbilder. Bereits bei einem Standard-BAS-Signal, welches die Grundlage aller analogen Fernsehnormen ist, wird ein 10-Bit-Zähler benötigt, um alle Zeilen erfassen zu können (29 < Zeilenzahl < 210 → 512 < 576 < 1024). Der nachgeschaltete Komparator vergleicht den Zählerstand mit der eingestellten Zeilennummer als Binärausdruck auf logische Äquivalenz. Das Ausgangssignal des Komparators ist mit dem Ausgang der Zeilenlupe verbunden. Wird der Triggereingang des Oszilloskops damit verbunden und auf das Signal eingestellt, läuft der Strahl des Oszilloskops an genau dieser Zeile los und bildet den Signalspannungsverlauf dieser Zeile des Bildsignals auf dem Oszilloskop ab, wenn der Tastkopf mit dem Videosignal verbunden ist. Positionen der Zeile können mit einem nachgeschalteten präzisen Zeitglied oder einer (Digital-)Schaltung mit entsprechenden Eigenschaften bestimmt werden.
Zur Vereinfachung des digitalen Teils der Schaltung ist es möglich, den Zähler statt mit null mit der voreingestellten Zeilennummer zu laden und rückwärts zählen zu lassen. Erreicht er null, wird der Ausgang gesetzt. Anstelle des Komparators genügt hierbei ein NOR-Gatter mit 10 Eingängen. Es entfallen die 10 XNOR-Gatter. Das Auswerten mehrerer Zeilen anhand ihrer Nummer ist damit nicht mehr möglich. Noch einfacher geht es, die Folgezeile auszuwerten, indem nur das Übertragsbit des Zählers auf den Trigger geführt wird.

## Anwendung
Das Auswerten bestimmter Zeilen wird benötigt bei (Auswahl):
Im Labor, der Fertigung und Werkstatt:
- für das Fokussieren eines Bild- oder CCD-Sensors einer Kamera (alle Bildbereiche und Bildecken)
- für die Diagnose von Bildsignalstörungen und Fehlersuche an verschiedenen Geräten

Zur Auswertung von Inhalten in Bildsignalen:
- im Videotextdecoder, zum Erfassen der Textdaten aus dem Fernsehbild
- wurde benutzt für die Dekodierung von Channel Videodat
- beim Zurücklesen von Daten, die mit Videorekordern gespeichert wurden wie „ArVid“

Zur Bearbeitung von vorhandenen Bildsignalen:
- bei der Ausgabe des Videotexts in das Fernsehbild,
- Einblenden von OSDs, Logos oder Text

Als präziser optischer Sensor:
- für die Benutzung der Kamera als optischen Sensor zur Auswertung des Bildes in der Automatisierung und dem Maschinenbau,
- für die Benutzung einer Kamera als Zeilensensor,
- für die Benutzung einer Kamera als vertikal verstellbaren Zeilensensor durch Eingabe der Zeilennummer.